# Brookston (Minnesota)
Pour les articles homonymes, voir Brookston.
Brookston est une municipalité américaine située dans le comté de Saint Louis au Minnesota.
Lors du recensement de 2010, Brookston compte 141 habitants sur une superficie de 0,55 mille carré (1,42 km2). Elle se trouve sur la rivière Saint-Louis dans le Culver Township.
Le village est fondé en 1905 et devient une municipalité en 1907. En 1918, Brookston est détruite par l'incendie de Cloquet dû à la sécheresse puis reconstruite.